# Ludvig Håkanson
Ludvig Håkanson, né le 22 mars 1996, est un joueur suédois de basket-ball. Il évolue au poste de meneur.

## Biographie
En mai 2016, Håkanson est élu dans la meilleure équipe des espoirs de la Liga pour la saison 2015-2016 avec Juancho et Willy Hernangómez, Luka Dončić et Santiago Yusta.
En août 2017, il rejoint l'Estudiantes Madrid.